# Divine Empire
Divine Empire (engl. für ‚Göttliches Reich‘) ist eine Death-Metal-Band aus Boca Raton, Florida, USA.

## Geschichte
Die Band wurde 1997 von Jason Blachowicz, John Paul Soars (ex-Paingod) und Derek Roddy gegründet. Alle drei Musiker hatten zuvor schon in der Band Malevolent Creation gespielt. Nach einem Demotape erhielt Divine Empire einen Vertrag bei Olympic Recordings. Nach zwei Touren durch die USA trennten sich die Bandgründer voneinander. Jason Blachowicz ist als einziges Gründungsmitglied in der Band verblieben. Im Jahr 2005 wechselte die Band dann zu Century Media.

## Diskografie

### Demos
- 1998: 98 Demo

### Alben
- 1998: Redemption
- 2000: Doomed to Inherit
- 2003: Nostradamus
- 2005: Method of Execution